# Канадска цуга
Канадска или источна цуга (Tsuga canadensis) добила је име рода од јапанског назива 栂 за врсту Tsuga sieboldii које расту у Јапану. Како се део ареала налази у Канади назив врсте canadensis представља географски епитет. Први пут канадска цуга је описана 1763. у Линеовом Sp. Pl., ed. 2. 2: 1421 под називом Pinus canadensis L. што је данас базионим. Савремени научни назив дао је Кариер (Élie-Abel Carrière, 1818-1896) француски ботаничар. Интересантно је да је он у свом главном делу о четинарима  Traité Général des Conifères, публикованим 1855, пропратио ово име описом врсте T. heterophylla .

## Опис врсте
Зимзелени четинар средње величине, достиже висину 25–30 m, ширококупастог хабитуса, често заобљене круне (за разлику од  T. heterophylla код које је круна ускокупаста зашиљена), дебло пречника до 1,5 m. Спорорастућа, али дуговечна врста (и до 1000 год). Корен не иде дубоко у земљу. Мртва кора црвенкастосмеђа, временом дубоко испуца. Младе, светломрке гранчице су густо, кратко длакаве са четинама рашчешљаним у два реда. Пупољци мали, јајасти, мрки, са маљавим љуспама.
Четине линеарне, пљоснате, дуге од 8 до 15 mm и широке до 1,5–2 mm, са ситно назубљеним ободом, најшире у основи, неосетно сужена ка врху који је заобљен; горња страна избраздана, сјајна тамнозелене боје; доња страна има две беле пруге од 4 до 8 линија стоминих отвора (слично европској јели), свака пруга нешто шира од главног зеленог нерва (код T. heterophylla траке мање упадљиве); на пресеку имају само један смони канал. Четине са врло кратким дршкама (код T. heterophylla четине су без дршки) већином су у два рашчешљана реда а по неколико мањих прилеглих четина на горњој страни усмерено је према врху грачице, често преврнутих наопако са белим стоминим пругама.
Цуге су једнодоме биљке. Жуте микростробиле развијају се на врху или у доњем делу прошлогодишњих бочних летораста; свака се састоји од централне осе са спирално распоређеним микроспорофилима. Микроспорангије се отварају попречно, а полен је једноставан без додатака, тањираст. Полен је изузетно осетљив на исушивање, што може спречити развој семена источне цуге. Зеленкасте макростробиле су усправне, с готово кружним љуспама на којима су по две базалне овуле, подупрте мембранозном брактејом приближно исте дужине као и фертилна љуспа; јављају се терминално на прошлогодишњим бочним изданцима.
Цуга је једини род породице борова код кога механизам опрашивања укључује немикромиларно клијање полена што продужава рецептивност овула. Полен цуге не улази у микропилу овуле, већ се лепи за воштани слој изложеног дела брактеја и фертилних љуспи. Издуживањем фертилне љуспе преко брактеје полен бива заробљен и почиње да клија да би поленова цев достигла микропилу 4 до 7 дана од почетка клијања. Код цуга полен није неопходан за развиће шишарки и семена па неоплођене овуле могу да наставе развој семењаче, а да семе нема ембрион ни гаметофитно ткиво.
Шишарке јајасте, дуге 12–20 mm и до 15 mm широке, са кратком маљавом дршком, висеће; љуспе су широко објајастe, са заобљеном горњом ивицом, у основи мало увастог облика приближно исте дужине и ширине, фино длакаве осим на изложеном делу. Брактеје кратке, допиру до 1/3 одговарајуће љуспе. Шишарке се отварају после сазревања и опадају током зиме; зреле су у септембру-октобру прве године, када се и сакупљају. Плодоношење почиње у 20-30 години, а обилно плодоноси у интервалима од 2 до 3 године. Расејавање семена је испрекидано због велике хигроскопности љуспи, које се отварају или затварају у зависности од влаге ваздуха у току јесени.
Албуминско семе са криоцетом око 7 mm дуго, широко заобљено; без криоцета 3–4 mm, издужено или косо троугласто са ситним елипсоидним депоима смоле, варијабилно по облику. Једна страна семена покривена сјајним, смеђим кашикастим делом који на другој страни само обрубљује семе, док основу семена окружује у виду џепа. Боја семена светлосмеђа. У једном kg има око 400 000 зрна; клијавост свежег семена је обично врло ниска.
Клијање надземно. Клијавац има 3-4 котиледона дугих 8 до 10 mm и 1,25-1,5 mm широких; примарне иглице по 3 и више у пршљену. Котиледони опадају крајем друге године. У првој години развија интернодију изнад котиледона (10–20 mm), савијену у страну. Гранање почиње у другој години.

## Ареал
Распрострањена је широко у хладнијем делу истока Северне Америке: у Канади (Приморске провинције, Квебек и Онтарио) и у Сједињеним Државама (од Нове Шкотске југозападно до региона Великих језера, јужно преко источних држава до Алабаме и Џорџије) ограничено на Апалачке планине у јужном делу ареала.
Источна цуга, за разлику од  T. heterophylla ретко гради чисте састојине. И када их има, то су махом мање скупине у шумама других врста. Јавља се у мешовитим састојинама са четинарима као што су Pinus strobus, Abies balsamea, Picea rubens и Picea glauca и са лишћарима, нарочито са Acer sacharum, Prunus serotina, Liriodendron tulipifera, Quercus borealis, Castanea dentata, Fraxinus americana, Fagus grandifolia, Ulmus americana и Betula lutea. Обично на влажним и хумозним земљиштима где расту: Oxalis acetosella, Bazzania trilobata, Aspidium sp., Vaccinium sp., па чак и на тресавама натопљеним водом; најбоље расте у близини текућих вода од 600 до 1800 m н.в.

## Биоеколошке карактеристике
Подноси врло јаку сенку и мразеве, али због плитког корена страда од ветроизвала. Толерантнија је на кречњак од осталих цуга. Воли свежије и хумозније земљиште, а не може да расте на сувим. Пожаришта никако не подноси. Њено семе не клија на земљишту преко кога је прешао шумски пожар. Тек доцније после других врста (нпр. тополе, брезе) може да дође и она. Врло је осетљива према пожару уопште. И најслабији пожар у стању је да доведе до сушења и врло јаких стабала. Застарчене цуге и од 100 година развијају се брзо и мање више бујно када добију нешто светлости. Цуга је, међутим, врло осетљива на промене у окружењу па пропада, ако се околна стабла јаче прореде. Отуда је и питање прореде цуге ради неге врло тешко. Она никако не подноси јачу прореду. Подноси високе концентрације озона у ваздуху.

## Значај
У Европу ју је пренео енглески хортикултуриста Колинсон (Peter Collinson) 1736. године. За паркове и за вртове цуга је интересантна због великог броја култивара различитог хабитуса и боје асимилационих органа. Неке сорте могу се узгајати као покривачи тла када се саде на један метар растојања. Сорта 'Pendula' је спорорастућа, али је врло добaр покривач. 
Употребљава се за живе ограде јер добро подноси орезивање. Канадска цуга је дрво Пенсилваније.
Има употребљиво дрво и кору богату танином мада је због кртости дрвета мање вредности од осталих северноамеричких цуга. Дрво - грубозрно, лако, меко, крхкo, није издржљивo на отвореном. Употребљавало се као рудничко дрво, за израду сандука, летава, ограда, жел. прагова, па и за добијање хартије. Специфична маса сувог дрвета је 0,40 до 0,51 g/cm3. Еластичност је 70 до 101% у односу на лужњак. Дрво цуге врло добро држи клинце када се у њега укују. Тешко се обрађује, јер се лако ломи. Не чисти се од доњих грана па има бројне изузетно чврсте чворове који могу да пригуше сечиво секире. Треба га опрезно користити за ложење ватри на отвореном јер одбацује жеравице по неколико метара од ложишта.
Даје смолу сличну балзамастој јели (Abies balsamea), која се добија прављењем уреза у деблу или кувањем дрвета. Цугин катран (hemlock pitch) или цугино уље добија се дестилацијом младих грана. Од унутрашње коре се праве корпе , а из ње се добија и боја од црвене до смеђе. Кувана кора користи се за чишћење рђе са гвоздених и челичних предмета и да се спречи даље рђање.
Петровић је препоручује за гајење у шумарству код нас на свежим стаништима букве са киселом реакцијом. Међутим, наставља Петровић, у поређењу са нашим домаћим врстама не изгледа да би она за наше шумарство значила неку нарочиту добит. Ово пак не искључује истраживачки рад са њом.
Док се није увело штављење коже хемијским путем, употребљавана је кора цуге. За штављење је нарочито добра била кора од старих и дебелих стабала, јер таква кора садржи и до 13% танина.

## Размножавање

### Генеративно размножавање
Семе често има дормантан ембрион, мада неке партије клијају без сметњи. Двочасовно мочење семена у води и краћа или дужа стратификација или мочење са тронедељним чувањем семена на 1-2 °C подстиче брже и равномерније ницање. Клијавост после хладне стратификације од 30-90 дана била је око 60%. Сеје се у априлу или у мају, на откривеним лејама, или, за мање количине семена, под стаклом. Семе се препокрива тањим слојем земље (5 mm). Код јесење сетве (која се практикује у САД), семе се најпре покрива слојем хумозне земље (pH 4,5-5,0), а затим слојем четина. Када се покаже поник, покривач од четина се уклања. Леје морају бити довољно влажне и треба их засењивати у првој години до августа, а у другој до јула. У прву школу пресађују се двогодишње саднице. Ту се гаје 4-5 година, а затим се пресађују у другу школу, где се гаје исто толико дуго.

### Вегетативно размножавање
Култивари канадске цуге могу да се размноже полузрелим резницама од септембра до децембра и од фебруара до марта под мистом побадањем у супстрат од тресета и песка у односу 2:1 до 4:1 уз претходно третирање са 0,8% IBA  или 50 mg/L NAA; кроз 17 недеља ожили се 55% резница. У расадницима се примењује и калемљење на матичну врсту или на T. heterophylla бочним или обичним спајањем од јануара до марта на подлоге у посудама. Цуге су осетљиве на гљивице које изазивају трулеж корена (Phytophthora) па их обавезно треба третирати фунгицидом, и засењивати.

## Хибриди и унутарврсни таксони
Релативно простран ареал у различитим климатским зонама (варирања у појави раних јесењих и касних пролећних мразева износе и до месец дана) довео је до појаве климатских раса и до знатне варијабилности која је послужила за издвајање бројних сорти источне цуге, укључујући компактне и патуљасте жбунове, грациозна висока стабла, као и сорте са различитом бојом четина. У литератури се наводи преко 70 култивара :
- Tsuga canadensis 'Albospica'
- Tsuga canadensis 'Angustifolia'
- Tsuga canadensis 'Atrovirens'
- Tsuga canadensis 'Aurea'
- Tsuga canadensis 'Bennell'
- Tsuga canadensis 'Boulevard'
- Tsuga canadensis 'Bradshaw'
- Tsuga canadensis 'Brandley'
- Tsuga canadensis 'Bristol'
- Tsuga canadensis 'Broughton'
- Tsuga canadensis 'Callicoon'
- Tsuga canadensis 'Cinnamomea'
- Tsuga canadensis 'Cole's Prostrate'
- Tsuga canadensis 'Columnaris'
- Tsuga canadensis 'Compacta'
- Tsuga canadensis 'Compacta Nana'
- Tsuga canadensis 'Conica Nana'
- Tsuga canadensis 'Coplen'
- Tsuga canadensis 'Curtis Ideal'
- Tsuga canadensis 'Curtis Spreader'
- Tsuga canadensis 'Dawsoniana'
- Tsuga canadensis 'Densifolia'
- Tsuga canadensis 'Dwarf Whitetip'
- Tsuga canadensis 'Elm City'
- Tsuga canadensis 'Everitt Golden'
- Tsuga canadensis 'Fantana'
- Tsuga canadensis 'Fastigiata'
- Tsuga canadensis 'Fremdii'
- Tsuga canadensis 'Gable Weeping'
- Tsuga canadensis 'Geneva'
- Tsuga canadensis 'Globosa'
- Tsuga canadensis 'Globosa Erecta'
- Tsuga canadensis 'Gracilis'
- Tsuga canadensis 'Greenwood Lake'
- Tsuga canadensis 'Harmon'
- Tsuga canadensis 'Hicks'
- Tsuga canadensis 'Hussii'
- Tsuga canadensis 'Jeddeloh'
- Tsuga canadensis 'Jenkinsii'
- Tsuga canadensis 'Jervis'
- Tsuga canadensis 'Kelsey's Weeping'
- Tsuga canadensis 'Kingsville'
- Tsuga canadensis 'Labar Gem'
- Tsuga canadensis 'Latifolia'
- Tsuga canadensis 'Macrophylla'
- Tsuga canadensis 'Mansfield'
- Tsuga canadensis 'Many Cones'
- Tsuga canadensis 'Matthews'
- Tsuga canadensis 'Microphylla'
- Tsuga canadensis 'Milfordensis'
- Tsuga canadensis 'Minima'
- Tsuga canadensis 'Minuta'
- Tsuga canadensis 'Moll'
- Tsuga canadensis 'Meyers'
- Tsuga canadensis 'Nana'
- Tsuga canadensis 'Nana Gracilis'
- Tsuga canadensis 'Nearing'
- Tsuga canadensis 'Outpost'
- Tsuga canadensis 'Parvifolia'
- Tsuga canadensis 'Pendula'
- Tsuga canadensis 'Pendula Argentea'
- Tsuga canadensis 'Pomfret'
- Tsuga canadensis 'Prostrata'
- Tsuga canadensis 'Pumila'
- Tsuga canadensis 'Rockport'
- Tsuga canadensis 'Saratoga Broom'
- Tsuga canadensis 'Sparsifolia'
- Tsuga canadensis 'Stockman's Compact'
- Tsuga canadensis 'Stockman's Dwarf'
- Tsuga canadensis 'Stranger'
- Tsuga canadensis 'Taxifolia'
- Tsuga canadensis 'Towson'
- Tsuga canadensis 'Vermeulen's Pyramid'
- Tsuga canadensis 'Von Helms Dwarf'
- Tsuga canadensis 'Westonigra'
- Tsuga canadensis 'Wheelerville'
- Tsuga canadensis 'Wilton'